# Campeonato Mundial de Rugby M19 División A de 2007
El Campeonato Mundial de Rugby M19 de 2007 se disputó en Irlanda y fue la trigésima novena edición del torneo en categoría M19, fue la última edición del torneo en categoría de menores de 19 años, desde el 2008 fue reemplazado por el Campeonato Mundial de Rugby Juvenil.

## Resultados

### Primera Fase
| Pos. | Equipo        | Encuentros | Encuentros | Encuentros | Encuentros | Tantos  | Tantos    | Tantos     | Puntos Totales |
| Pos. | Equipo        | jugados    | ganados    | empatados  | perdidos   | a favor | en contra | diferencia | Puntos Totales |
| ---- | ------------- | ---------- | ---------- | ---------- | ---------- | ------- | --------- | ---------- | -------------- |
| 1    | Nueva Zelanda | 3          | 3          | 0          | 0          | 178     | 33        | +145       | 15             |
| 2    | Australia     | 3          | 3          | 0          | 0          | 68      | 33        | +35        | 14             |
| 3    | Sudáfrica     | 3          | 2          | 0          | 1          | 75      | 27        | +48        | 10             |
| 4    | Gales         | 3          | 2          | 0          | 1          | 76      | 57        | +19        | 10             |
| 5    | Francia       | 3          | 2          | 0          | 1          | 39      | 44        | -5         | 8              |
| 6    | Inglaterra    | 3          | 2          | 0          | 1          | 50      | 61        | -11        | 8              |
| 7    | Argentina     | 3          | 1          | 0          | 2          | 56      | 54        | +2         | 6              |
| 8    | Samoa         | 3          | 1          | 0          | 2          | 69      | 65        | -5         | 5              |
| 9    | Irlanda       | 3          | 1          | 0          | 2          | 28      | 58        | -30        | 5              |
| 10   | Fiyi          | 3          | 1          | 0          | 2          | 42      | 82        | -40        | 4              |
| 11   | Escocia       | 3          | 0          | 0          | 3          | 41      | 49        | -8         | 3              |
| 12   | Japón         | 3          | 0          | 0          | 3          | 26      | 176       | -150       | 0              |

|  | Semifinales 1° al 4° puesto |

|  | Semifinales 5° al 8° puesto |

#### Resultados
| 5 de abril | Argentina | 41 - 8 | Japón |  |  |

| 5 de abril | Nueva Zelanda | 37 - 14 | Gales |  |  |

| 5 de abril | Australia | 15 - 10 | Irlanda |  |  |

| 5 de abril | Samoa | 12 - 20 | Inglaterra |  |  |

| 5 de abril | Escocia | 6 - 11 | Francia |  |  |

| 5 de abril | Sudáfrica | 36 - 5 | Fiyi |  |  |

| 9 de abril | Argentina | 15 - 17 | Inglaterra |  |  |

| 9 de abril | Escocia | 12 - 13 | Irlanda |  |  |

| 9 de abril | Australia | 23 - 12 | Fiyi |  |  |

| 9 de abril | Nueva Zelanda | 107 - 6 | Japón |  |  |

| 9 de abril | Samoa | 20 - 33 | Gales |  |  |

| 9 de abril | Sudáfrica | 8 - 17 | Francia |  |  |

| 12 de abril | Sudáfrica | 31 - 5 | Irlanda |  |  |

| 12 de abril | Escocia | 23 - 25 | Fiyi |  |  |

| 12 de abril | Samoa | 28 - 12 | Japón |  |  |

| 12 de abril | Nueva Zelanda | 34 - 13 | Inglaterra |  |  |

| 12 de abril | Australia | 30 - 11 | Francia |  |  |

| 12 de abril | Argentina | 0 - 29 | Gales |  |  |

### Semifinales 9° al 12° puesto
| 17 de abril | Fiyi | 7 - 11 | Escocia |  |  |

| 17 de abril | Japón | 10 - 31 | Irlanda |  |  |

### Semifinales 5° al 8° puesto
| 17 de abril | Inglaterra | 31 - 13 | Argentina |  |  |

| 17 de abril | Francia | 25 - 13 | Samoa |  |  |

### Semifinal 1° al 4° puesto
| 17 de abril | Australia | 18 - 32 | Sudáfrica |  |  |

| 17 de abril | Nueva Zelanda | 36 - 12 | Gales |  |  |

### 11° puesto
| 21 de abril | Fiyi | 60 - 12 | Japón |  |  |

### 9° puesto
| 21 de abril | Escocia | 0 - 34 | Irlanda |  |  |

### 7° puesto
| 21 de abril | Argentina | 12 - 13 | Samoa |  |  |

### Quinto puesto
| 21 de abril | Inglaterra | 17 - 43 | Francia |  |  |

### Tercer puesto
| 21 de abril | Australia | 25 - 21 | Gales |  |  |

### Final
| 21 de abril | Nueva Zelanda | 31 - 7 | Sudáfrica |  |  |

| Bandera de Nueva Zelanda |
| Campeón Nueva Zelanda    |
| Quinto título            |